# 글쇠

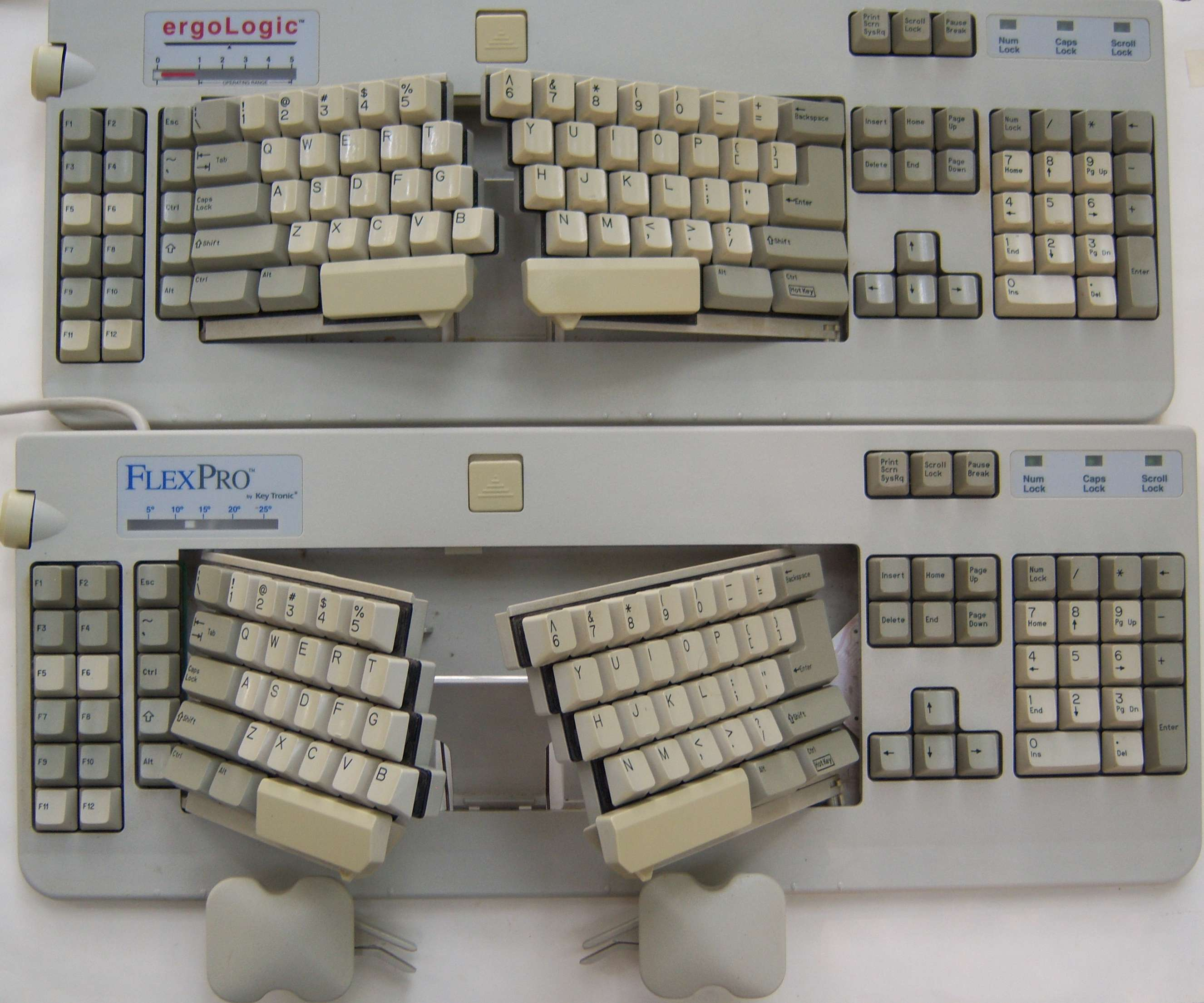

글쇠(key, 키)는 컴퓨터 또는 타자기, 휴대전화 등에서 개별 버튼 하나를 가리킨다. 주로 로마자나 숫자 또는 한글 자모 하나에 대응되며 이를 입력하는 데에 사용된다. 한편 한영 전환 등 특수기능을 하는 글쇠도 있다.
- 특수키: Esc, 백스페이스, 스페이스, 엔터, 페이지 업, 한영, 한자 키와 같이, 문자 입력 외의 특수한 기능을 하는 키이다.
  - 토글키: 특수키 중 Caps Lock, Num Lock, Insert, 한영 키와 같이 2가지 이상의 상태를 전환하는 키이다.
  - 기능키: 주로 소프트웨어에서 지원하는 특수기능을 위한 키로서 IBM/윈도우 자판에는 F1부터 F12까지 있다.

## 같이 보기
- 컴퓨터 자판